# Landgericht Schongau

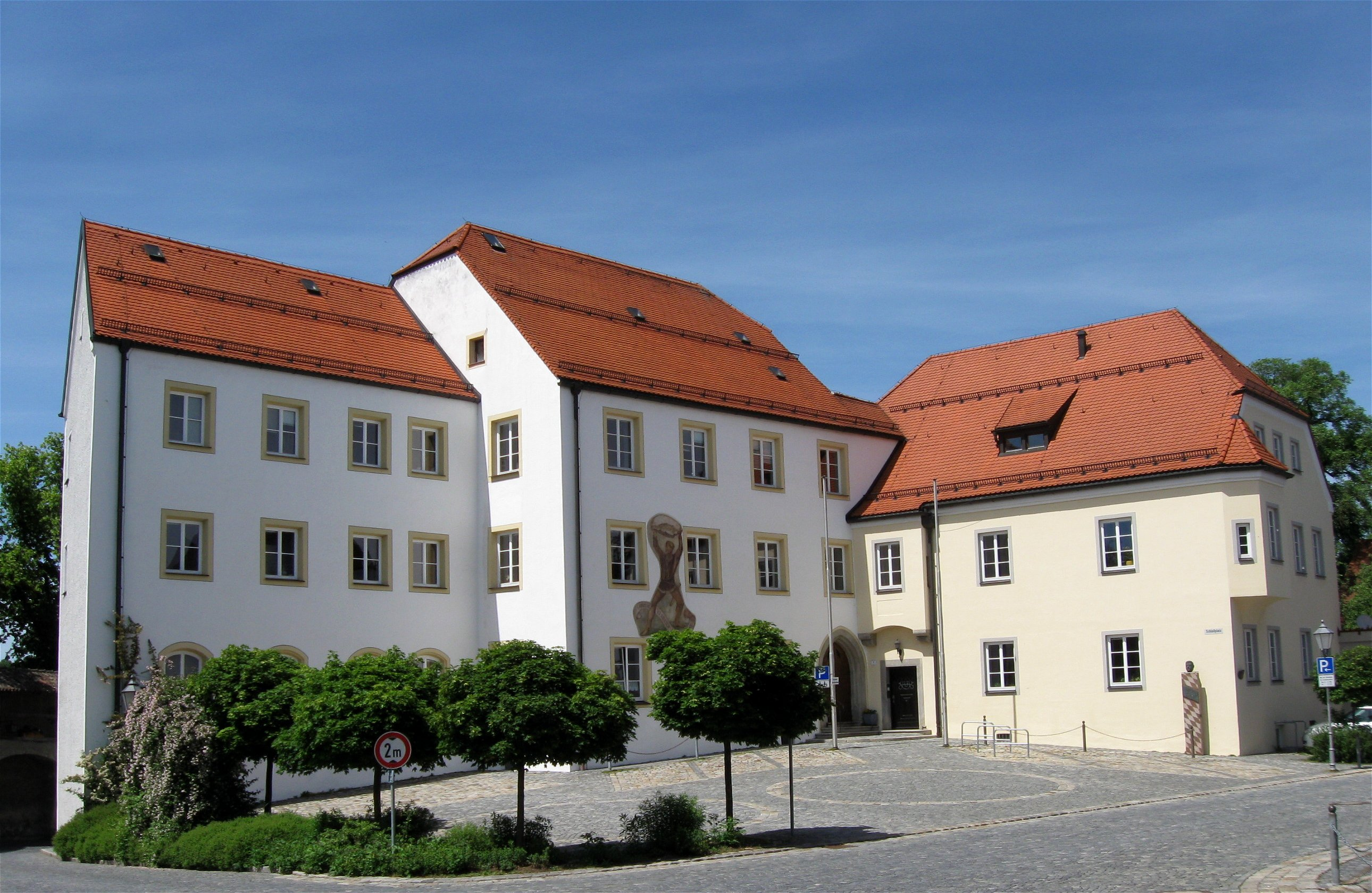
Ehemaliges Amtshaus am Schlossplatz 1

Das Landgericht Schongau war ein von 1803 bis 1879 bestehendes bayerisches Landgericht älterer Ordnung mit Sitz in Schongau im heutigen Landkreis Weilheim-Schongau. Die Landgerichte waren im Königreich Bayern Gerichts- und Verwaltungsbehörden, die 1862 in administrativer Hinsicht von den Bezirksämtern und 1879 in juristischer Hinsicht von den Amtsgerichten abgelöst wurden.

## Geschichte
Im Jahr 1803 wurde im Verlauf der Verwaltungsneugliederung Bayerns das Landgericht Schongau errichtet. Dieses kam zum neu gegründeten Illerkreis mit der Hauptstadt Kempten. 1817 kam es zum Isarkreis.
Auf der Grundlage des Edikts vom 13. Mai 1808 wurden 36 Steuerdistrikte gebildet. Auf der Grundlage der Steuerdistrikte wurden durch die Gemeindeedikte von 1808 und 1818 die Gemeinden gebildet. Im Jahr 1818 zählte man im Landgericht Schongau neben der Stadt Schongau 29 Gemeinden: Altenstadt, Apfeldorf, Bayersoien, Birkland, Böbing, Buching, Epfach, Ettal, Frankau, Fronreiten, Hohenfurch, Hohenpeißenberg, Kinsau, Kohlgrub, Lauterbach, Mundraching, Oberammergau, Peiting, Prem, Reichling, Rottenbuch, Saulgrub, Schönberg, Schwabsoien, Schwangau, Stadl, Unterammergau, Urspring und Wildsteig.
1852 erhielt das Landgericht Schongau die Gemeinden Sachsenried und Schwabbruck vom Landgericht Buchloe.
1865 wechselte die Gemeinde Schwangau in das Landgericht Füssen.